# 门多萨手抄本

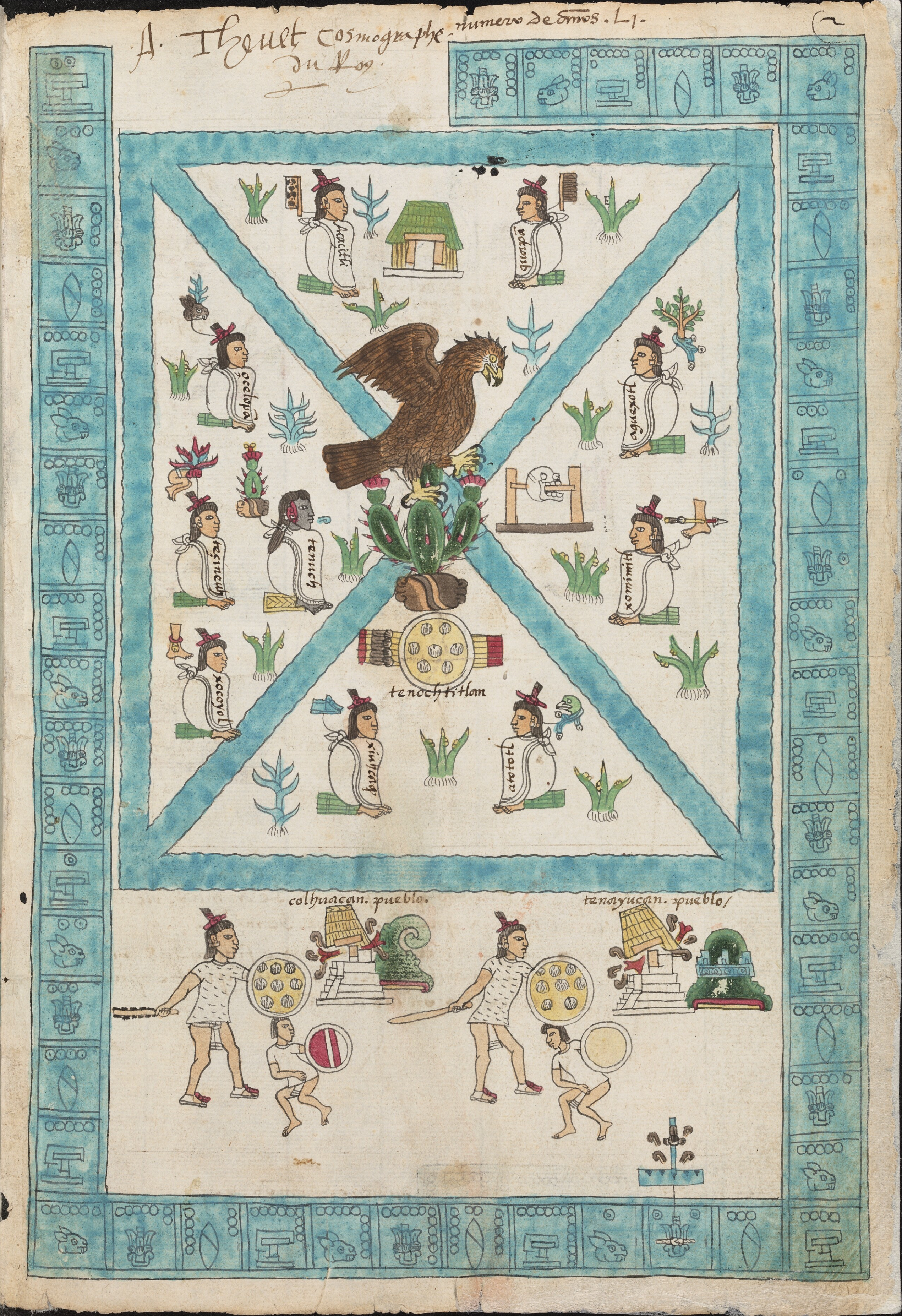
门多萨手抄本的扉頁──特諾奇蒂特蘭建城。

门多萨手抄本（西班牙語：Códice Mendoza）是阿茲特克手抄本之一，約作於1541年前後，共71頁。此抄本以征服阿茲特克後的首任新西班牙總督安東尼奧·德·门多萨命名。它包含了19頁的阿茲特克歷史與歷代君主、37頁的帝國38省的貢品列表、15頁的日常生活與被西班牙征服的故事，繪圖仿照阿茲特克風格，並加上西班牙文注解。西班牙國王查理五世曾看過其內容。1659年後，此抄本被收入了英國牛津大學的博德利圖書館，並於1830年出版的«墨西哥古代文物»被公諸於世。

## 內容
主要可分為三個部分：
- 第一部分共16頁，是阿茲特克從1325年特諾奇蒂特蘭建城至1521年為西班牙所征服的歷史，並列舉了歷代君主與其征服的城市。
- 第二部分共39頁，為阿兹特克三国同盟征服的每個城市的清單與每座城市該進貢的物品。
- 第三部分共16頁，繪有阿茲特克人日常生活的方式。